# 오스트리아의 대통령 목록
이 문서는 오스트리아 제1공화국과 오스트리아 제2공화국의 역대 대통령을 소개하는 문서이다.

## 역대 대통령
| #                        | 사진 | 이름                | 임기             | 임기             | 정당          |
| ------------------------ | ---- | ------------------- | ---------------- | ---------------- | ------------- |
| 독일계 오스트리아 공화국 |      |                     |                  |                  |               |
| 1                        |      | 카를 자이츠         | 1919년 3월 5일   | 1919년 10월 21일 | 사회민주당    |
| 오스트리아 제1공화국     |      |                     |                  |                  |               |
| 1                        |      | 카를 자이츠         | 1919년 10월 21일 | 1920년 12월 9일  | 사회민주당    |
| 2                        |      | 미하엘 하이니슈     | 1920년 12월 9일  | 1928년 12월 10일 | 무소속        |
| 3                        |      | 빌헬름 미클라스     | 1928년 12월 10일 | 1934년 5월 1일   | 기독교 사회당 |
| 오스트리아 연방국        |      |                     |                  |                  |               |
| 3                        |      | 빌헬름 미클라스     | 1934년 5월 1일   | 1938년 3월 13일  | 조국전선      |
| 나치 독일                |      |                     |                  |                  |               |
| 오스트리아 제2공화국     |      |                     |                  |                  |               |
| 4                        |      | 카를 레너           | 1945년 4월 29일  | 1950년 12월 31일 | 사회민주당    |
| 5                        |      | 테오도르 쾨르너     | 1951년 6월 21일  | 1957년 1월 4일   | 사회민주당    |
| 6                        |      | 아돌프 셰르프       | 1957년 5월 22일  | 1965년 2월 28일  | 사회민주당    |
| 7                        |      | 프란츠 요나스       | 1965년 1월 9일   | 1974년 4월 24일  | 사회민주당    |
| 8                        |      | 루돌프 키르히슐레거 | 1974년 7월 8일   | 1986년 7월 8일   | 무소속        |
| 9                        |      | 쿠르트 발트하임     | 1986년 7월 8일   | 1992년 7월 8일   | 국민당        |
| 10                       |      | 토마스 클레스틸     | 1992년 7월 8일   | 2004년 7월 6일   | 국민당        |
| 11                       |      | 하인츠 피셔         | 2004년 7월 8일   | 2016년 7월 6일   | 사회민주당    |
| 12                       |      | 알렉산더 판데어벨렌 | 2017년 1월 26일  | 현직             | 무소속        |

## 같이 보기
- 오스트리아의 연방수상 목록